# Fábio Luciano
Fábio Luciano (Vinhedo, 29 aprile 1975) è un ex calciatore brasiliano, di ruolo difensore.

## Carriera

### Club
Ha iniziato la sua carriera nel Ponte Preta, dove ha debuttato nel calcio professionistico nel 1996. Fabio Luciano ha nel suo palmarès la vittoria del Campionato mondiale per club FIFA 2000 vinto nel Corinthians.
Nel 2003, dopo l'eliminazione del Corínthians dalla Coppa Libertadores, Fabio Luciano è stato mandato in prestito al Fenerbahçe, in Turchia. Con la squadra di Istanbul ha vinto due campionati turchi.
Nella stagione 2007 ha giocato in Germania, nel Colonia.
Trasferitosi al Flamengo, a metà della stagione del campionato brasiliano ha conquistato la titolarità nel club.

### Nazionale
È stato convocato in nazionale di calcio brasiliana per la Confederations Cup 2003.

## Palmarès

### Club

#### Competizioni statali
- Campionato paulista: 2

Corinthians: 2001, 2003
- Torneo Rio-San Paolo: 1

Corinthians: 2002
- Taça Guanabara: 1

Flamengo: 2008
- Campionato Carioca: 1

Flamengo: 2008

#### Competizioni nazionali
- Coppa del Brasile: 1

Corinthians: 2002
- Campionato turco: 2

Fenerbahçe: 2003-2004, 2004-2005

#### Competizioni internazionali
- Coppa del mondo per club: 1

Corinthians: 2000

### Individuale
- Bola de Prata: 1

2002